# Mazisi Kunene
Œuvres principales
- Emperor Shaka the Great (1970)

Mazisi Raymond Kunene, né le 12 mai 1930 et décédé le 11 août 2006 à Durban en Afrique du Sud, est un poète et un enseignant universitaire en littérature africaine qui fut également un militant anti-apartheid et un représentant à l'étranger du congrès national africain (ANC).

## Biographie
Kunene naît et grandit à Durban, le grand port côtier d'Afrique du Sud, situé dans la province orientale du Natal (le  KwaZulu-Natal actuel). Il étudie, en 1956, la littérature Zoulou à l'Université du Natal, et obtient plus tard, son doctorat à la  School of Oriental and African Studies (École des études orientales et africaines (SOAS) à Londres.
Avec ses poèmes rédigés en isiZulu, sa langue maternelle, il mène une lutte ouverte contre l'apartheid et doit, en 1959, se résoudre à prendre le chemin de l'exil. Il fonde en Grande-Bretagne une branche du mouvement anti-apartheid et devient, en 1962, le représentant du Congrès national africain (ANC) aussi bien à l'ONU, que pour l'Europe et l'Afrique. 
Au titre de l'UNESCO, il est invité à enseigner dans plusieurs universités. De 1975 à 1992, il est professeur de littérature africaine à l'Université de Californie à Los Angeles. 
En 1993, il retourne en Afrique du Sud où, par la suite, il enseigne à l'Université du Natal (actuelle Université du KwaZulu-Natal).
Mazisi Kunene a reçu de nombreux trophées dont le Prix Tchicaya U Tam'si pour la poésie africaine, en 1993. 
Il meurt en 2006, des suites d'un cancer, laissant derrière lui sa femme Mathabo, sa fille Lamakhosi et ses fils Zosukuma, Ra et Rre.

## Son œuvre
- Zulu Poems, 1970
- Emperor Shaka the Great, 1970
- Anthem of the Decades, 1981
- The Ancestors and the Sacred Mountain, 1982 (traduit en français par Jean Sévry)
- Isibusiso Sikamhawu, 1994
- Indida Yamancasakazi, 1995
- Amalokotho Kanomkhubulwane, 1996
- Umzwilili wama-Afrika, 1996
- Igudu lika Somcabeko, 1997
- Echoes from the Mountain, 2007